# 420. inženirska brigada (ZDA)
420. inženirska brigada (izvirno angleško 420th Engineer Brigade) je bila inženirska brigada Kopenske vojske Združenih držav Amerike.